# Holger Kretschmer
Holger Kretschmer (* 3. Januar 1966) ist ein ehemaliger deutscher Handballspieler und jetziger ‑trainer, der unter anderem für GWD Minden und den VfL Bad Schwartau in der Handball-Bundesliga spielte.

## Laufbahn
Kretschmer spielte als Jugendlicher beim Haselünner SV, mit dem er 1985 in die Oberliga Nordsee aufstieg, die damals die höchstmögliche Spielklasse für A-Jugend-Mannschaften darstellte. Im Seniorenbereich spielte er für den 1. SC Göttingen 05, den VfL Hameln und den VfL Bad Schwartau, mit dem er in die Bundesliga aufstieg. Anschließend ging er zum Zweitligisten GWD Minden, mit dem ihm ebenfalls der Aufstieg in die höchste deutsche Spielklasse gelang. Bei den Ostwestfalen spielte er bis 1998, ehe er zum Regionalligisten TSV Burgdorf wechselte.
Seit Ende der 90er-Jahre ist Kretschmer als Jugendtrainer beim NTSV Strand 08 tätig und bildete dort unter anderem seine Söhne Nils und Finn aus. Mit dem NTSV stieg er unter anderem in die A-Jugend-Regionalliga 2010/11 auf und gehörte zu den Initiatoren einer Kooperation mit drei weiteren Vereinen aus dem Lübecker Umland, unter anderem mit dem VfL Bad Schwartau, bei dem er bis zum Saisonende 2012/13 die A-Jugend-Bundesligamannschaft trainierte. In der Saison 2014/15 trainierte er die A-Jugend vom MTV Lübeck.